# Natri vanadat
Natri vanadat là một hợp chất vô cơ có công thức hóa học Na3VO4. Nó chứa ion tứ diện VO43−. Nó là chất ức chế của các enzym như protein tyrosin phosphataza, ankalin phosphataza và một số ATPaza, hoạt động chủ yếu như chất tương tự phosphat. Ion VO43− có thể đảo ngược thành trung tâm hoạt động của các protein tyrosin phosphataza.
Nó thường được thêm vào các dung dịch đệm dùng trong phân tích protein trong sinh học phân tử. Mục đích là bảo vệ sự photphoryl hóa protein bằng cách ức chế sự tồn tại của phosphataza nội sinh trong hỗn hợp dịch thủy phân tế bào. Nó dùng ở nồng độ làm việc cuối cùng khoảng 1–10 μM. Nó là chất độc khi nuốt, ngậm hay tiếp xúc với da.